# York (Nebraska)
 For alternative betydninger, se York (flertydig). (Se også artikler, som begynder med York)
York er en amerikansk by og administrativt centrum for det amerikanske county York County i staten Nebraska. I 2000 havde byen et indbyggertal på 8.081.